# Skazi
Skazi ist ein israelischer Psytrance-DJ mit dem bürgerlichen Namen Asher Swissa. 

## Geschichte
Skazi wurde 1998 von Asher Swissa ins Leben gerufen, welcher hauptsächlich Psy-Trance-Musik mit Einflüssen des Punk/Elektropunk produziert.
Seine musikalische Karriere begann 1990, als er mit drei Freunden eine Punkrockgruppe mit dem Namen Sartan Hashad (dt. Brustkrebs) gründete. Die Band spielte an kleineren Straßen in Israel und Tel Aviv, wobei sich ihr Erfolg in der israelischen Punkszene in Grenzen hielt. 1996 verließ Asher Swissa die Band um seine Karriere als Produzent und Songwriter auszubauen. Er begann damit, Trancemusik zu produzieren, behielt dabei jedoch den Hardrocksound bei. In viele seiner Lieder spielte er Gitarrenriffs ein. 1998 gab er sich den Künstlernamen Skazi.
Seine erste Single Animal wurde im Jahr 2000 veröffentlicht. Die Stücke bestanden im Wesentlichen aus E-Gitarren-Klängen, die mit Hardcore-Techno-Drums kombiniert wurden. Im gleichen Jahr erschien das ebenfalls Animal betitelte Debütalbum der Band.
In den nächsten Jahren kristallisierte sich eine Kombination von House und Psytrance als typisch für den DJ heraus.
Skazi legte ferner auf dem VuuV Festival und dem Nature One Festival auf. Konzerte fanden bisher im September 2012 im Olimpijski sowie April des gleichen Jahres in Mumbai statt.

## Diskografie

### Alben
- 2000: Animal (Shaffel Records)
- 2002: Storm (Shaffel Records)
- 2004: Animal In Storm (, Compilation Album, Chemical Crew)
- 2006: Total Anarchy (Chemical Crew)
- 2012: My Way (HOM-Mega Productions)

### Singles & EPs
- 2000: Animal (Shaffel Records)
- 2011: Warrior (HOM-Mega Productions)
- 2011: Skazi feat. MC Big Fish – The Drum (HOM-Mega Productions)
- 2012: Paranormal Attack & Skazi – Secret Weapons (Wired Music)
- 2012: My Way (HOM-Mega Productions)
- 2014: zoom in (HOM-Mega Productions)
- 2015: psysfection (HOM-Mega Productions)
- 2016: Spin (HOM-Mega Productions)
- 2019: Do It (Revealed Recordings) (mit MR.BLACK und Infected Mushroom)